# David Jack
David Bone Nightingale Jack, född 3 april 1899 i Bolton, död 10 september 1958, var en engelsk fotbollsspelare.
David Jack, som spelade högerinner, inledde sin karriär i Plymouth Argyle 1919, och kom att göra 11 mål på 48 matcher. 1920 återvände han till sin födelseort, för att spela i Bolton Wanderers, dit han hade värvats för 3 500 pund. Han tillbringade åtta säsonger i Bolton, och blev historisk genom att göra det första målet på Wembley Stadium, när han nätade i FA-cupfinalen 1923 (Bolton besegrade West Ham med 2–0). Ett år senare spelade han sin första av nio landskamper (tre mål) för England.
Jack var med om att vinna FA-cupen igen 1926, och 1928 värvades han av Herbert Chapmans Arsenal för rekordsumman 10 890 pund. Han blev därmed förste spelare att köpas för över 10 000 pund. Jack tog direkt en plats i startelvan och var Arsenals bäste målskytt under slutet av 1920-talet och början av 1930-talet. Med Arsenal vann han ligan tre gånger och FA-cupen en gång. När han avslutade karriären 1934 hade han gjort 124 mål på 208 matcher för Arsenal, och var då klubbens näst bäste målskytt genom tiderna (sedan dess har ytterligare sju spelare passerat honom på listan över tidernas bästa målskyttar i Arsenal).
Efter spelarkarriären blev Jack tränare, först i Southend United (maj 1934 till augusti 1940) och sedan i Middlesbrough (november 1944 till april 1952).